# Bocula poaphiloides
Bocula poaphiloides är en fjärilsart som beskrevs av Walker 1864. Bocula poaphiloides ingår i släktet Bocula och familjen nattflyn. Inga underarter finns listade i Catalogue of Life.